# Erioneuron pilosum
Erioneuron pilosum är en gräsart som först beskrevs av Samuel Botsford Buckley, och fick sitt nu gällande namn av George Valentine Nash. Erioneuron pilosum ingår i släktet Erioneuron och familjen gräs. Inga underarter finns listade i Catalogue of Life.